# Kader Attia
Pour les articles homonymes, voir Attia.
 (décembre 2020).
Si vous disposez d'ouvrages ou d'articles de référence ou si vous connaissez des sites web de qualité traitant du thème abordé ici, merci de compléter l'article en donnant les références utiles à sa vérifiabilité et en les liant à la section « Notes et références ».
Kader Attia né le 30 décembre 1970 à Dugny (Seine-Saint-Denis en France) est un artiste français d'origine algérienne.

## Biographie et parcours
Né en France à Dugny (Seine-Saint-Denis), de parents d'origine algérienne, Adelkader Franck Attia grandit à Garge-les-Gonesses/Sarcelles. Son enfance fut baignée dans un milieu cosmopolite et pluriculturel où les religions catholiques, juives et musulmanes se mélangeaient. Kader Attia, qui a la double nationalité, est profondément marqué par les différents allers-retours qu'il effectue entre sa banlieue et l'Algérie (Bab El Oued) avec sa famille.
Dès l'âge de onze ans, il commence à travailler sur le marché de Sarcelles afin de financer ses cours de football. L'ambiance du marché, faite de rencontres et d’échanges, contraste fortement avec les bancs de l’école qui ne l'attirent que peu ; c'est pourtant son professeur de dessin qui le poussera à aller aux portes ouvertes des Arts Appliqués de Paris, ainsi qu'au Louvre. Une fois son baccalauréat obtenu, il suit une formation à l’école Duperré dont il obtient le diplôme en 1993, puis il effectue un an aux Beaux-Arts de Barcelone (1994), avant de partir effectuer un service civil au Congo-Brazzaville durant deux ans. Ce séjour le marquera, c'est au Congo que ses premières photos furent exposées.
Son retour à Paris en 1997 lance alors Kader Attia dans le début d'une production artistique poursuivie à Berlin où il réside actuellement.
Lauréat en 2016 du prix Marcel-Duchamp, il expose à cette occasion le film-essai Réfléchir à la mémoire, dans lequel des entretiens de chirurgiens et psychanalystes alternent avec des images de personnes amputées, un miroir étant disposé de manière à faire croire que le membre disparu existe toujours.
Depuis 2017, Kader Attia dirige La Colonie barrée, un lieu qu'il a créé et qu'il souhaite dédier au partage. La ligne curatoriale apparaît comme "décoloniale": il accueille des évènements militants en soutien à différentes causes communautaires et/ou minoritaires ethniques; Parole d'honneur (le média des Indigènes de la République) ou encore les évènements du collectif Décoloniser les arts, critiqué pour ses positions racialistes et "décoloniales".
En 2023, Il prend position, dans une tribune de l'Humanité, lancé par la Legal Team antiraciste qui demande des mesures politiques contre les violences policières. Elle fait suite à la Mort de Nahel survenu à Nanterre quelques semaines plus tôt.

## Œuvre
Kader Attia est un témoin de son époque et voit dans l'art un moyen d'expression et de réflexion sur les questionnements qui lui sont chers, tels que la difficulté à vivre entre les cultures occidentale et orientale, l'islam comme repli communautaire, ou bien la relation complexe qu'entretient la culture dominante, celle de la consommation, avec l'identité réfractaire des pays émergents. Sa volonté première est d’interroger le spectateur sur la société actuelle et ses dérives identitaires.

« Je cherche à déclencher un sentiment politique chez le spectateur. Mon travail est comme nous tous confronté à la réalité. Ce qui m’intéresse, c’est lorsqu'une œuvre pose une question politique pas seulement d’un point de vue linguistique, formel, mais plus d’un point de vue éthique. »

L’évolution de son œuvre tend vers une part de poésie plus importante, il fuit la brutalité que revêtent en général les œuvres politiques. Si ses premiers témoignages sont directs (photographies), ses œuvres vont évoluer vers l'installation en passant par la création de la marque Hallal.

« J’essaie maintenant de fuir le caractère peut-être un peu trop criard, trop bruyant que l’on trouve dans les œuvres d’art à caractère politique en général et dans mes travaux qui remontent à quelques années. »

Kader Attia entretient une relation particulière avec l'architecture et s’intéresse fortement aux travaux de Michel Foucault et Le Corbusier, comme l'atteste l’œuvre : Construire, déconstruire, reconstruire : Le Corps utopique. 
L'œuvre de Kader Attia peut être décrite comme consistant en une exploration symbolique des traumatismes et des peurs de sa propre enfance. Revendiquant la pluralité de ses appartenances culturelles (culture populaire et culture cultivée, culture des cités, culture de l'enfance…).

## Médias
Kader Attia utilise de nombreux moyens d'expression, qu'il choisit en fonction du sens qu'il donne à son œuvre. Le choix du matériau, malgré l'importance de ceux-ci, ne se décide qu'à la fin de sa réflexion.
À priori donc, la production de Kader Attia n'est ni homogène ni réellement identifiable par son esthétique ou sa forme, l'essence même de chaque projet est le seul lien qui les unit. Chaque œuvre s'inscrit uniquement dans le prolongement d'une réflexion et non sur le perfectionnement d'une technique.
« En recherche permanente, j’aime beaucoup me confronter à des techniques différentes, comme la photo, la vidéo, la peinture, le fer, la céramique, les pigeons de la Biennale de Lyon, les forêts gigantesques d’INFINITIES que j’ai fait tourner au milieu des miroirs à la dernière foire de Bâle, ou encore le restaurant que j’ai envoyé en Chine. A première vue, on peut trouver de très grandes différences entre chacune de mes œuvres »

### Photographie
La photographie fut son premier medium et ses premières expositions ne comprenaient alors que ce type d’œuvre. Kader Attia l'employait comme témoin cru de problème sociaux et identitaires. Un des exemples est la mise en scène des travestis et transgenres d'origine algérienne à Paris (La Piste d'atterrissage, 2000-2002).

### Installation
L'installation est le moyen d'expression le plus prisé de Kader Attia, la majorité de ses œuvres en sont ; l'emploi des matériaux varie considérablement en fonction de l'effet que veut retranscrire Kader Attia sur le spectateur.

### Dessin
Le dessin sert l'artiste dans la conception de ses œuvres mais aussi dans la dénonciation et l'expression du thème de la crise identitaire, mêlant les silhouettes d'hommes et de femmes portant les stigmates de notre société de consommation et d'innombrables logos ou autres signes religieux. Les dessins de Kader Attia ne sont pas exposés mais paraissent dans certains ouvrages qui lui sont dédiés.

## Expositions collectives
- 2019 : MOMENTA, La vie des choses, Montréal
- 2016 : Prix Marcel-Duchamp, Centre Georges-Pompidou, Paris
- 2015 : Biennale d'art contemporain de Lyon
- 2012 : dOCUMENTA 13
- 2011 : 25 mai 2011 - 19 septembre 2011 : Paris-Delhi-Bombay..., Centre Pompidou, Paris, France.
- 2010 : 20 octobre 2010 - 16 janvier 2011 : La Route de la Soie (Saatchi Galery), au Tri Postal (Lille) dans le cadre de Lille3000

## Expositions personnelles
Liste non exhaustive

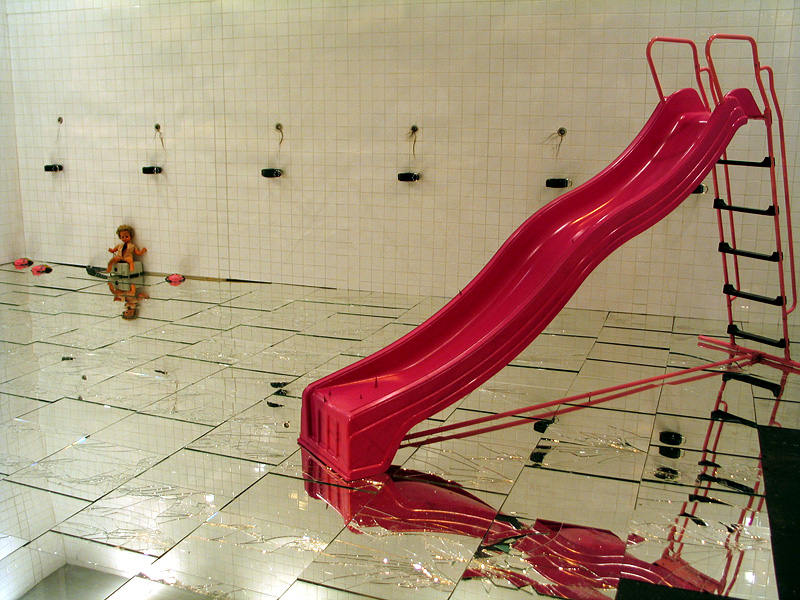
Childhood #1, cliché pris à la Foire internationale d'art contemporain (FIAC) en 2005.

- 2018 : Les racines poussent aussi dans le béton, 14 avril au 16 septembre, Vitry-sur-Seine, MacVal[5]
- 2015 : Kader Attia, Les blessures sont là, 22 mai au 30 août, Lausanne, Musée cantonal des Beaux-Arts
- 2013 : Terrasses, à Marseille, 25 mai au 29 septembre :
  - Réparations « the repair », KW à Berlin, jusqu'au 25 août
- 2012 : Construire, déconstruire, reconstruire : le corps utopique, musée d'art moderne de la ville de Paris, 24 mai au 19 août 2012.
- 2009 : 4 avril-30 octobre : Centre de création contemporaine (CCC), Tours
- 2008 : 29 février-25 mai : Henry Art Gallery, Seattle
  - Jusqu'au 2 mars : Institut d’art contemporain de Boston
- 2007 : Dialogues méditerranéens à la Citadelle de Saint-Tropez 
  - Galerie Christian Naguel, Berlin
  - États-Unis (Chelsea Museum, Arting Space New York, Boston, Los Angeles…)
  - Août 2007 : Emptiness/Fullness, 2007, une installation regroupant des vierges en papier aluminium moulées sur du vide, exposée dans l' Expérience Pommery#4, exposition organisée par Daniel Buren, regroupant des œuvres de 37 artistes plasticiens dans les caves des crayères de la Maison de champagne Pommery à Reims
  - Novembre 2007 : Institut d’art contemporain de Boston
- 2006 : Tsunami, Le Magasin CNAC de Grenoble
  - Holly Land, Biennale des Cannaries
  - Musée d'art contemporain de Lyon
  - Basel Art Fair, Unlimited : Galerie Daniel Templon, Paris
- 2005 : Foire Internationale d'Art Contemporain (FIAC), dans le cadre du Prix Marcel Duchamp
  - Biennale d'art contemporain de Lyon (Flying Rats)
- 2003 : Exposition de l'œuvre Correspondance, stand galerie Kamel Mennour, Paris
  - 50e Biennale de Venise, Fault Lines, commissaire Gilane Tawadros
- 2002 : Alter Ego, galerie Kamel Mennour, Paris
- 2001 : Photostories, galerie Martine et Thibault de la Châtre, Paris
- 2000 : La Piste d'atterrissage, diaporama, l'Atelier, Centre national de la photographie, Paris
- 1997 : Instants Urbains, Galerie L’œil du huit, Paris, France
- 1996 : Humanistes au Congo, Centre culturel Français de Brazzaville, Brazzaville, Congo

## Prix et récompenses
- 2016 : Prix Marcel-Duchamp